# Cabana Parros
La cabana de Parros és una refugi de muntanya dins el municipi de Naut Aran (Vall d'Aran) a 1.625 m d'altitud i situat a 4 km del Pla de Beret a la pista de muntanya que va al Santuari de Montgarri.